# محمد النعار
محمد علي النعار (مواليد 14 يناير 1996) لاعب كرة قدم بحريني يلعب حاليا لصالح نادي الدرجة الأولى المحرق البحريني في مركز المهاجم من 2014.

## منتخب البحرين
شارك النعار مع منتخب البحرين الأولمبي.

## الإنجازات
- الدرجة الأولى (1): 2015
- كأس ملك البحرين (1): 2016